# Dương Dương (diễn viên)
Dương Dương (giản thể: 杨洋; phồn thể: 楊洋, tiếng Latinh: Yang Yang, sinh ngày 9 tháng 9 năm 1991) là một nam diễn viên Trung Quốc. Anh được khán giả biết đến với vai diễn Tào Thực trong phim truyền hình Tân Lạc Thần. Năm 2008, anh được chọn vào vai Giả Bảo Ngọc trong phim Tân Hồng Lâu Mộng (2010). Năm 2015, anh gây ấn tượng với nhiều vai diễn: sư huynh Taekwondo Cố Nhược Bạch với nhiệt huyết tuổi trẻ (Thiếu nữ toàn phong), một Trương Khởi Linh lạnh lùng hết lòng vì bạn (Đạo mộ bút ký), hóa thân thành Vô Tình lạnh nhạt với trái tim chung của Tân thiếu niên tứ đại danh bổ, Hứa Dực nổi loạn cùng chuyện tình buồn với Ba Lạp và Lý Nhĩ (Tả Nhĩ). Năm 2016, Dương Dương sắm vai Tiêu Nại trong Yêu em từ cái nhìn đầu tiên (2016). Và mới đây nhất là Thả Thí Thiên Hạ vai Hắc Phong Tức/ Phong Lan Tức(2022). Hiện tại, Dương Dương được đánh giá là nam diễn viên trẻ đầy triển vọng của nền điện ảnh Trung Quốc và Châu Á. ...

## Tiểu sử
Dương Dương từng có ý định ghi danh vào Trường múa Thượng Hải (nay thuộc Học viện Hí kịch Thượng Hải) nhưng sau đó quyết định theo học khoa vũ đạo tại Học viện Nghệ thuật Quân đội Giải phóng Nhân dân Trung Quốc và tốt nghiệp năm 2008. 

## Sự nghiệp
Tháng 12 năm 2008, kiệt tác kinh điển Hồng Lâu Mộng được phục chế, đoàn làm phim lựa chọn từ Học viện Nghệ thuật Quân đội Giải phóng Nhân dân Trung Quốc ra 15 diễn viên để thi tuyển, trong đó có Dương Dương. Sau khi đạo diễn Lý Thiếu Hồng tự mình chọn lựa, Dương Dương cuối cùng trở thành người sắm vai Giả Bảo Ngọc trưởng thành trong Tân Hồng Lâu Mộng.
Năm 2010, Tân Hồng Lâu Mộng phát sóng, Dương Dương từ bộ phim này đã đạt được giải thưởng "Diễn viên mới xuất sắc nhất"  trên "Bảng bầu chọn người yêu thích thường niên của tạp chí BQ". Cho dù nhận được nhiều phản hồi trái chiều nhau từ dư luận, nhưng theo độ nổi của bộ phim đầu tiên mình tham gia này, Dương Dương cũng bắt đầu nghiệp diễn của mình kể từ đây.
Năm 2011, Dương Dương nhận được vai chính trong bộ phim thứ hai của mình, Giai điệu tuổi trẻ, phim giờ vàng do đài truyền hình Trung ương Trung Quốc phát sóng, đóng Ninh Hạo. Ngày 15/6, bộ phim điện ảnh lần đầu tiên Dương Dương tham gia Kiến Đảng Vĩ Nghiệp chính thức công chiếu, doanh thu phòng bán vé đột phá 3 triệu nhân dân tệ. Vai của Dương Dương trong phim là Dương Khai Trí, anh trai của Dương Khai Tuệ (nữ chính).
Ngày 23/3/2012, Dương Dương, Hoắc Tư Yến, Quy Á Lôi, Lam Chính Long, cùng chờ đợi bộ phim mình giữ vai chính Ẩm thực nam nữ 2012 được công chiếu. Đây là phim điện ảnh thứ hai của Dương Dương. Ngày 21/9, Dương Dương đóng vai chính trong phim điện ảnh Nước mắt chiến tranh, Giang Tô vệ thị phát hành, diễn tiểu hồng quân công nông Trung Quốc – Đỗ Trường Hữu.
Năm 2013, Dương Dương tham gia Tân Lạc Thần Truyền Kỳ của Giản Viễn Tín, là nam chính Tào Thực, được bầu là Tào Thực hay nhất từ trước đến nay. Tháng 6, Dương Dương lại cùng Trương Hàn, Cổ Thanh chờ bộ phim cổ trang thần bí võ hiệp Tân thiếu niên tứ đại danh bộ hoàn thành, Dương Dương trong vai Vô Tình. Ngày 14/7, Dương Dương đóng vai Bạch Niệm Sinh trong Trận chiến cuối cùng, cũng là lần đầu tiên anh khiêu chiến đánh nhau trong phim, võ nghệ cao cường. Ngày 30/11, Dương Dương cùng Lý Thấm và Lâm Thân đang cùng nhau đóng phim Hoa Khai Bán Hạ, do Hồ Nam Vệ Thị phát sóng. Cuối năm, tháng 12, Dương Dương đóng vai Hoàng Mạc Như với đoàn phim Kiển Trấn Kì Duyên.
Năm 2014, sau khi cùng Châu Đông Vũ đóng Bạo Tẩu Thần Thám vai Chiêm Sĩ Ngô, anh diễn tiếp Hứa Dực trong phim Tả Nhĩ. Ngày 1 tháng 9 cùng Lý Dịch Phong, Trương Trí Nghêu diễn Đạo Mộ Bút Ký vai Trương Khởi Linh. Bộ phim ra mắt năm 2015 và nhận được sự đón nhận nồng nhiệt từ khán giả.
Đầu năm 2015, Dương Dương vào vai Nhược Bạch trong Thiếu nữ toàn phong, đóng cùng Hồ Băng Khanh gây nên cơn sốt trong mùa hè 2015. Cùng thời điểm đó show truyền hình Hoa Tỷ Đệ 2 lên sóng, phim điện ảnh Tả Nhĩ công chiếu, càng đưa cái tên Dương Dương trở nên nổi bật.
Ngày 25/8, Dương Dương cùng Trịnh Sảng đóng trong Yêu em từ cái nhìn đầu tiên bản truyền hình, vào vai đại thần Tiêu Nại. Bộ phim lên sóng vào mùa hè năm 2016 nhận được phản hồi tốt từ khán giả, trở thành cơn sốt 
Tháng 4/2016, Dương Dương tham gia phim Ngang qua thế giới của em của đạo diễn Trương Nhất Bạch cùng Đặng Siêu, Bạch Bách Hà, bộ phim công chiếu tháng 9/2016 và phá kỷ lục trở thành phim tình cảm lãng mạn nội địa có doanh thu cao nhất.
Cuối năm 2016, Dương Dương tham gia đoàn phim tiên hiệp huyền huyễn Vũ Động Càn Khôn của đạo diễn Trương Lê, hợp diễn cùng Trương Thiên Ái, Vương Lệ Khôn, Ngô Tôn... Dự kiến lên sóng mùa xuân năm 2018.
Tháng 7/2017 bộ phim điện ảnh Tam Sinh Tam Thế Thập Lý Đào Hoa (Once Upon A Time) công chiếu với sự tham gia diễn xuất của Dương Dương và Lưu Diệc Phi.
Tháng 8/2019 bộ phim Toàn Chức Cao Thủ (The King's Avatar) lên sóng, trở thành phim mang lại lợi nhuận cao nhất năm 2019 cho Tencent video.
Tháng 9/2020, Dương Dương được công bố sẽ thủ vai nam chính Vu Đồ trong bộ phim tình cảm đô thị Em là niềm kiêu hãnh của anh chuyển thể từ tác phẩm cùng tên. Đây là lần thứ hai anh hợp tác cùng nhà văn Cố Mạn và là hợp tác đầu tiên với Địch Lệ Nhiệt Ba. Bộ phim công chiếu cuối tháng 7/2021, một lần nữa đưa từ khóa "Dương Dương" trở nên nổi tiếng trên khắp các mạng xã hội, đồng thời cũng nhận được nhiều lời khen từ công chúng cho sự tiến bộ trong diễn xuất.
Tháng 4/2022 bộ phim truyền hình Thả Thí Thiên Hạ (Who Rules The World) lên sóng với sự tham gia của Dương Dương và Triệu Lộ Tư, trở thành phim được mong chờ nhất tháng 4. Phim đạt thành tích tốt trên nền tảng chiếu phim Netflix.
Tháng 4/2022, bộ phim truyền hình đề tài quân lữ Đặc Chiến Vinh Quang lên sóng với sự tham gia của Dương Dương, Lý Nhất Đồng..trở thành phim truyền hình đề tài quân lữ có thành tích tốt nhất trong 8 năm trở lại đây.
Tháng 7/2023 bộ phim Khói lửa nhân gian của tôi lên sóng với sự tham gia của Dương Dương và Vương Sở Nhiên tạo nên những tranh cãi lớn, tính đến hết tháng 7/2023 điểm douban của bộ phim là 3.3

## Âm nhạc
Trong năm 2015, Dương Dương ra mắt single đầu tiên mang tên Tender Love. Cùng với sự thành công đó, năm 2016, Dương Dương và Đồng Thiết Hâm phát hành ca khúc Phụ tử, ra mắt lần đầu trong chương trình Xuân Vãn đón giao thừa của đài Trung ương. Ca khúc Phụ Tử được bình chọn là tiết mục được khán giả yêu thích nhất Xuân Vãn năm 2016.
Nhân dịp sinh nhật lần thứ 25 vào ngày 9/9/2016, Dương Dương ra mắt ca khúc Yêu là một chữ điên (Love is a crazy word) như một món quà dành tặng người hâm mộ đã ủng hộ anh bấy lâu nay.
Lại một lần nữa, dịp sinh nhật lần thứ 26 của mình vào ngày 9/9/2017, anh đã phát hành ca khúc mới "Bạn chính là Idol của tôi" để dành sự tri ân đến những người hâm mộ của mình, theo bài hát, anh bày tỏ rằng bản thân cùng người hâm mộ chính là hỗ trợ lẫn nhau, người hâm mộ cũng chính là những người mà anh yêu thương, dành sự ngưỡng mộ và tri ân sâu sắc.

## Danh sách phim

### Phim truyền hình
| Năm quay  | Năm chiếu | Tên phim                                     | Vai diễn                     | Bạn diễn                                        |
| --------- | --------- | -------------------------------------------- | ---------------------------- | ----------------------------------------------- |
| 2008-2010 | 2010      | Hồng Lâu Mộng                                | Giả Bảo Ngọc                 |                                                 |
| 2010      | 2011      | Giai điệu tuổi trẻ                           | Ninh Hạo                     |                                                 |
| 2011      | 2016      | Thời đại E tươi đẹp (Ông chồng ngốc của tôi) | Dương Khang                  |                                                 |
| 2011      | 2012      | Chiến tranh không tin nước mắt               | Đỗ Trường Hữu                |                                                 |
| 2011      | 2013      | Hoa khai bán hạ                              | Lục Nguyên                   |                                                 |
| 2012      | 2012      | Đổi mới 3+7                                  | Hà Thiên Trạch               |                                                 |
| 2012      | 2013      | Võ gian đạo                                  | Bạch Niệm Sinh               |                                                 |
| 2012      | 2013      | Tân lạc thần truyền kì                       | Tào Thực                     | Lý Y Hiểu                                       |
| 2012      | 2014      | Tiểu thời đại                                | Neil                         |                                                 |
| 2012      | 2014      | Hoa đăng mãn thành                           | Phi Du                       |                                                 |
| 2013      | 2015      | Thiếu niên tứ đại danh bổ                    | Vô Tình                      | Trương Hàn, Mao Tử Tuấn, Trần Vỹ Đình           |
| 2013      | 2018      | Kiển trấn kỳ duyên                           | Hoàng Mạc Như                |                                                 |
| 2014      | 2015      | Đạo mộ bút ký                                | Trương Khởi Linh             | Lý Dịch Phong, Đường Yên                        |
| 2015      | 2015      | Thiếu nữ toàn phong                          | Cố Nhược Bạch                | Hồ Băng Khanh                                   |
| 2015      | 2016      | Yêu em từ cái nhìn đầu tiên                  | Tiêu Nại                     | Trịnh Sảng                                      |
| 2016      | 2018      | Vũ động càn khôn                             | Lâm Động                     | Trương Thiên Ái, Vương Lệ Khôn                  |
| 2018      | 2019      | Toàn Chức Cao Thủ                            | Diệp Tu                      | Giang Sơ Ảnh                                    |
| 2019      | 2022      | Đặc Chiến Vinh Diệu                          | Yến Phá Nhạc                 | Lý Nhất Đồng                                    |
| 2020      | 2020      | Bên nhau - Đồng hành                         | Nhạc Bân                     | Triệu Kim Mạch                                  |
| 2020      | 2021      | Em là niềm kiêu hãnh của anh                 | Vu Đồ                        | Địch Lệ Nhiệt Ba                                |
| 2021      | 2022      | Thả Thí Thiên Hạ/Tranh Thiên Hạ              | Phong Lan Tức/ Hắc Phong Tức | Triệu Lộ Tư                                     |
| 2022      | 2023      | Khói Lửa Nhân Gian Của Tôi                   | Tống Diệm                    | Vương Sở Nhiên                                  |
| 2023      | 2025      | Phàm Nhân Tu Tiên Truyện                     | Hàn Lập                      | Kim Thần                                        |
| 2024      |           | Vũ Lâm Linh                                  | Triển Chiêu                  | Chương Nhược Nam, Trương Dư Hi, Phương Dật Luân |

### Phim điện ảnh
| Năm quay | Năm chiếu | Tên phim                                         | Vai diễn       |
| -------- | --------- | ------------------------------------------------ | -------------- |
| 2014     | 2015      | Tai trái                                         | Hứa Dực        |
| 2014     | 2015      | Bạo tẩu thần thám                                | Chiêm Sĩ Ngô   |
| 2012     | 2012      | Ẩm thực nam nữ                                   | Sĩ Triết       |
| 2010     | 2011      | Kiến đảng vĩ nghiệp                              | Dương Khai Trí |
| 2016     | 2016      | Ngang qua thế giới của em                        | Mao Thập Bát   |
| 2015     | 2017      | Tam sinh tam thế thập lý đào hoa (phim điện ảnh) | Dạ Hoa         |
| 2019     | 2020      | Người Tiên Phong                                 | Lôi Chấn Vũ    |
| 2022     |           | Viện Quân Ngày Mai Tới                           | Tỉnh Khai Đệ   |

## Show truyền hình
| Thời gian                 | Chương trình                  | Đài         |
| ------------------------- | ----------------------------- | ----------- |
| ngày 6 tháng 11 năm 2021  | Thanh xuân hoàn du ký mùa 3   | Chiết giang |
| ngày 7 tháng 8 năm 2021   | Khoái lạc đại bản doanh       | Hồ Nam      |
| ngày 2 tháng 8 năm 2020   | Ca ca tràn đầy sức sống       | Hồ Nam      |
| ngày 1 tháng 9 năm 2018   | Khoái lạc bản đại doanh       | Hồ Nam      |
| ngày 24 tháng 9 năm 2016  | Khoái lạc bản đại doanh       | Hồ Nam      |
| ngày 24 tháng 7 năm 2016  | Khoái lạc bản đại doanh       | Hồ Nam      |
| ngày 18 tháng 7 năm 2015  | Khoái lạc bản đại doanh       | Hồ Nam      |
| ngày 6 tháng 6 năm 2015   | Khoái lạc bản đại doanh       | Hồ Nam      |
| ngày 23 tháng 5 năm 2015  | Khoái lạc bản đại doanh       | Hồ Nam      |
| ngày 16 tháng 5 năm 2015  |                               | Hồ Nam      |
| ngày 5 tháng 5 năm 2015   | Smart 7                       | Hồ Nam      |
| ngày 25 tháng 4 năm 2015  | Hoa tỷ đệ mùa 2               | Hồ Nam      |
| ngày 2 tháng 4 năm 2015   | Chúng ta đều thích cười       | Hồ Nam      |
| ngày 21 tháng 3 năm 2015  | Happy camp                    | Hồ Nam      |
| ngày 5 tháng 3 năm 2015   | Nguyên tiêu vui vẻ đài Hồ Nam |             |
| ngày 11 tháng 4 năm 2014  | Nam Trái Nữ Phải              | Thâm Quyến  |
| ngày 5 tháng 11 năm 2013  | Tinh binh báo danh            | Bắc Kinh    |
| ngày 19 tháng 10 năm 2013 | Happy camp                    | Hồ Nam      |
| ngày 18 tháng 10 năm 2013 | Niên đại tú                   | Thâm Quyến  |
| ngày 11 tháng 10 năm 2013 | Niên đại tú                   | Thâm Quyến  |
| ngày 4 tháng 10 năm 2013  | Niên đại tú                   | Thâm Quyến  |
| ngày 13 tháng 7 năm 2013  | Happy camp                    | Hồ Nam      |
| ngày 4 tháng 11 năm 2011  | Thiên thiên hướng thượng      | Hồ Nam      |
| ngày 16 tháng 11 năm 2010 | Từ điển vui vẻ                | CNTV        |
| ngày 25 tháng 9 năm 2010  | Nữ nhi thiên hạ               | Hồ Nam      |
| ngày 25 tháng 9 năm 2010  | Tân dạ gia niên hoa           | Thiên Tân   |
| ngày 18 tháng 9 năm 2010  | Tân dạ gia niên hoa           | Thiên Tân   |
| ngày 31 tháng 7 năm 2010  | Happy camp                    | Hồ Nam      |
| ngày 27 tháng 2 năm 2010  | Kịch phong hành động          | An Huy      |

## Video âm nhạc
- Promise Me a Dream of Red Mansions (Lâm Thân, 2010)
- Yên tâm bay đi - 放心去飞 (Dương Dương, Hồ Hạ, Âu Hào, 2015)
- Tender Love - 安心的温柔 (Dương Dương, 2015)
- Phụ tử -父子 (Dương Dương và Đồng Thiết Hâm, 2016)
- Vy Vy mỉm cười rất khuynh thành (Dương Dương, 2016)
- Yêu là một chữ điên (Dương Dương, 2016, Hát mừng sinh nhật 25 tuổi)
- Sự dịu dàng an tâm (Dương Dương, hát tặng Dương Mao, 2015)
- Sức mạnh của tình yêu (Dương Dương)
- Như là idol (Dương Dương, 2017)
- Forever Young (Sinh nhật 2018)
- The Best (Sinh nhật 2018)

## Đại diện, đại ngôn
| Năm công bố | Thương hiệu đại diện                                        | Danh phận                                                    | Ghi chú                                                                                           |
| 2015        | Xe điện Đại Vận 《大运电动车》                              | Đại diện thương hiệu                                         | Đồng chứng thực Tưởng Mộng Tiệp, Lý Thấm, Vu Tiểu Đồng, Châu Nghị, Mâu Tuấn Kiệt                  |
| 2015        | PAYOT Paris 《法国栢姿Payot》                               | Đại diện thương hiệu                                         | Đồng chứng thực Tưởng Mộng Tiệp                                                                   |
| 2015        | Khang Sư Phụ 《康师傅》                                     | Đại diện dòng băng hồng trà                                  |                                                                                                   |
| 2015        | SONY                                                        | Đại diện dòng h.ear và Walkman A                             |                                                                                                   |
| 2015        | iQiyi 《爱奇艺》                                            | Đại diện hội viên VIP                                        | Đồng chứng thực Angelababy, Hoàng Bột                                                             |
| 2015        | Rejoice 《飘柔Rejoice》                                     | Đại diện tân nhiệm, bổ nhiệm toàn cầu CSO                    |                                                                                                   |
| 2015        | Rượu cocktail RIO 《RIO锐澳鸡尾酒》                         | Đại diện thương hiệu toàn cầu                                | Đồng chứng thực Quách Thái Khiết                                                                  |
| 2015        | Bách Thảo Vị 《百草味》                                     | Nhà tìm kiếm món ăn vặt thú vị/Đại diện thương hiệu hàng năm |                                                                                                   |
| 2015        | Khang Sư Phụ 《康师傅》                                     | Đại diện dòng trà hoa nhài                                   | Đồng chứng thực Triệu Lệ Dĩnh                                                                     |
| 2016        | Guerlain 《Guerlain法国娇兰》                               | Đại diện thương hiệu/Đại diện nam đầu tiên                   | (Đến nay)                                                                                         |
| 2016        | Quaker Oats 《桂格Quaker》                                  | Đại diện thương hiệu                                         |                                                                                                   |
| 2016        | Snack Lay's 《乐事薯片》                                    | Đại diện thương hiệu                                         |                                                                                                   |
| 2016        | Chiết Giang Semir Garment 《浙江森馬服飾》                  | Đại diện thương hiệu                                         |                                                                                                   |
| 2016        | Thiện Nữ U Hồn 《倩女幽魂》                                 | Đại diện Game                                                |                                                                                                   |
| 2016        | WatSons 《屈臣氏》                                          | Đại diện mới nhất cho thẻ hội viên                           |                                                                                                   |
| 2016        | OPPO                                                        | Thành viên gia tộc minh tinh thương hiệu                     | Đồng chứng thực Dương Mịch, Lý Dịch Phong, Châu Kiệt Luân, TFBoys, Địch Lệ Nhiệt Ba, Trần Vỹ Đình |
| 2016        | Ariel 《碧浪》                                              | Đại diện thương hiệu                                         | Đồng chứng thực Ngô Tú Ba                                                                         |
| 2016        | Laptop HP 《惠普Pavilion》                                  | Đại diện dòng Pavilion                                       |                                                                                                   |
| 2016        | Colgate 《高露洁Colgate》                                   | Đại diện thương hiệu                                         | Đồng chứng thực Dương Mịch                                                                        |
| 2016        | App Baidu Map 《百度地图》                                  | Đại diện App                                                 |                                                                                                   |
| 2016        | Dệt may gia dụng LOVO 《罗莱家纺LOVO》                      | Đại diện mới                                                 |                                                                                                   |
| 2016        | Hệ thống bán hàng Suning 《苏宁易购》                       | Đại diện thương hiệu                                         |                                                                                                   |
| 2016        | Roseonly 《Roseonly诺誓》                                   | Đại diện thương hiệu                                         |                                                                                                   |
| 2016        | Sohu News 《搜狐》                                          | Đại diện thương hiệu                                         |                                                                                                   |
| 2016        | Game PC Thiếu Niên Quần Hiệp Truyện 《少年群侠传》          | Đại diện hình tượng                                          |                                                                                                   |
| 2016        | Valentino                                                   | Bạn thân thương hiệu                                         |                                                                                                   |
| 2017        | PUMA 《PUMA 彪马》                                          | Đại diện dòng sản phẩm nam khu vực châu Á                    | Đã hủy hợp đồng do sự việc bông Tân Cương                                                         |
| 2017        | Đồ điện gia dụng Puppy《小狗电器》                          | Đại diện thương hiệu                                         |                                                                                                   |
| 2017        | YSL 《YSL眼镜》                                             | Đại diện dòng kính mắt thương hiệu [[Châu Á                  |                                                                                                   |
| 2017        | Singum Extra 《益达口香糖》                                 | Đại diện thương hiệu                                         |                                                                                                   |
| 2017        | Tencent Qzone 《腾讯QQ空间》                                | Đại diện thương hiệu                                         |                                                                                                   |
| 2017        | Dịch vụ giao thức ăn Mĩ Đoàn 《美团外卖》                   | Đại diện thương hiệu                                         | Đồng chứng thực Triệu Lệ Dĩnh                                                                     |
| 2017        | Hiệp hội quốc tế Bạch Kim Platinum Jewelry 《鉑金Platinum》 | Đại diện hình tượng thương hiệu                              |                                                                                                   |
| 2017        | Thẻ tín dụng Credit Card ngân hàng SPD Bank 《浦发银行》    | Đại diện thẻ tín dụng                                        |                                                                                                   |
| 2017        | Ứng dụng chụp ảnh Pitu 《天天P图》                          | Đại diện thương hiệu đầu tiên                                |                                                                                                   |
| 2017        | Montblanc 《MONTBLANC万宝龙》                               | Đại sứ thương hiệu                                           |                                                                                                   |
| 2017        | Tencent Video 《腾讯视频》                                  | Đại diện hội viên VIP                                        | Đồng chứng thực Dương Mịch, Địch Lệ Nhiệt Ba                                                      |
| 2018        | Godiva Chocolatier 《GODIVA歌帝梵》                         | Đại diện thương hiệu toàn cầu                                |                                                                                                   |
| 2018        | Pepsi 《百事可樂》                                          | Đại diện thương hiệu                                         | (Đến nay)                                                                                         |
| 2018        | Alfa Romeo                                                  | Đại sứ thương hiệu đầu tiên khu vực Trung Quốc               |                                                                                                   |
| 2018        | App Đọc QQ 《QQ閲讀》                                       | Đại diện App                                                 |                                                                                                   |
| 2019        | Vaseline 《凡士林》                                         | Đại diện thương hiệu                                         |                                                                                                   |
| 2019        | Mercury 《水星家纺》                                        | Đại diện thương hiệu                                         |                                                                                                   |
| 2019        | Bình giữ nhiệt Fuguang 《富光》                             | Đại diện thương hiệu                                         |                                                                                                   |
| 2019        | Massage SKG 《SKG按摩仪》                                   | Đại diện thương hiệu                                         |                                                                                                   |
| 2019        | ALLIE                                                       | Đại diện thương hiệu                                         |                                                                                                   |
| 2020        | Purjoy 《纯享酸奶》                                         | Đại diện thương hiệu                                         | (Đến nay)                                                                                         |
| 2020        | Game Mộng Ảo Tây Du 《梦幻西游》                            | Đại diện thương hiệu                                         | (Đến nay)                                                                                         |
| 2020        | RIBECS《伊貝诗》                                            | Đại diện thương hiệu                                         | (Đến nay)                                                                                         |
| 2020        | Lifebuoy 《衛寶》                                           | Đại diện thương hiệu toàn cầu                                | (Đến nay)                                                                                         |
| 2020        | Wanchai Ferry 《湾仔码头》                                  | Đại diện thương hiệu                                         | (Đến nay)                                                                                         |
| 2020        | Kính PARIM 《派丽蒙》                                       | Đại diện thương hiệu                                         | (Đến nay)                                                                                         |
| 2020        | Dunhill 《dunhill 登喜路》                                  | Đại diện thương hiệu toàn cầu                                | (Đến nay)                                                                                         |
| 2021        | HOGAN                                                       | Đại diện thương hiệu toàn cầu                                | (Đến nay)                                                                                         |
| 2021        | Tencent Video VIP《騰訊視頻》                               | Đại diện thương hiệu                                         | Đồng chứng thực Địch Lệ Nhiệt Ba, Tiêu Chiến, Dương Mịch, Dương Tử, Triệu Lệ Dĩnh (Đến nay)       |
| 2021        | Kem chống nắng MEIFUBAO 《美肤宝》                          | Đại diện thương hiệu                                         | (Đến nay)                                                                                         |
| 2021        | Champagne CHANDON 《夏桐》                                  | Đại diện thương hiệu                                         | (Đến nay)                                                                                         |
| 2021        | Little Dream Garden 《半亩花田》                            | Đại diện thương hiệu                                         | (Đến nay)                                                                                         |
| 2021        | WeTV                                                        | Đại diện toàn cầu                                            | Đồng chứng thực Dương Mịch, Địch Lệ Nhiệt Ba, Tiêu Chiến (Đến nay)                                |
| 2021        | Gia dụng Nguyệt Ảnh 《月影家居》                            | Đại diện thương hiệu                                         | (Đến nay)                                                                                         |
| 2021        | BVLGARI 《BVLGARI寶格麗》                                   | Đại diện thương hiệu                                         | (Đến nay)                                                                                         |
| 2021        | SLEEMON 《喜臨門家居》                                      | Đại diện thương hiệu                                         | (Đến nay)                                                                                         |
| 2021        | EVE LOM                                                     | Đại diện thương hiệu                                         | (Đến nay)                                                                                         |
| 2021        | WEDGWOOD                                                    | Đại diện thương hiệu                                         | (Đến nay)                                                                                         |
| 2022        | Tai nghe dòng MOMENTUM SENNHAISER                           | Đại diện thương hiệu                                         | (Đến nay)                                                                                         |
| 2022        | Máy lọc không khí PANASONIC                                 | Đại diện thương hiệu                                         | (Đến nay)                                                                                         |
| 2022        | Bia TSINGTAO 《青岛啤酒厂》                                 | Đại diện thương hiệu                                         | (Đến nay)                                                                                         |
| 2022        | Bánh que PEJOY - GLICO                                      | Đại diện thương hiệu                                         | (Đến nay)                                                                                         |
| 2022        | NUTRO MARS PETCARE                                          | Đại diện thương hiệu                                         | (Đến nay)                                                                                         |

## Giải thưởng
- Giải thưởng diễn viên được giới truyền thông quan tâm năm 2015.
- Giải thưởng diễn viên nổi tiếng của năm (tại đêm hội IQIYI 2016) với vai Tiêu Nại trong bộ phim "Yêu em từ cái nhìn đầu tiên".

| Năm  | Giải Thưởng                                                    | Hạng Mục                               | Tác Phẩm Đề Cử            | Kết Quả   | Ghi Chú           |
| ---- | -------------------------------------------------------------- | -------------------------------------- | ------------------------- | --------- | ----------------- |
| 2009 | 4th BQ Celebrity Score Awards                                  | Newcomer Award                         | —                         | Đoạt giải |                   |
| 2010 | The Mango TV Fan Festival                                      | Best Couple                            | The Dream of Red Mansions | Đoạt giải | [ 3 ]             |
| 2011 | China Power Awards                                             | Most Beautiful New Star                | —                         | Đoạt giải | [ 4 ]             |
| 2011 | Sohu Entertainment Awards                                      | New Face                               | —                         | Đoạt giải | [ 5 ]             |
| 2015 | Baidu Tieba Fans' Carnival                                     | Best Trending Artist                   | —                         | Đoạt giải | [ cần dẫn nguồn ] |
| 2015 | Bazaar Men of the Year Awards                                  | Most Attractive Star of the Year       | —                         | Đoạt giải | [ 6 ]             |
| 2015 | Chinese Campus Art Glory Festival                              | Most Popular Actor                     | The Four                  | Đoạt giải | [ 7 ]             |
| 2015 | 4th iQiyi All-Star Carnival                                    | Popular TV Actor Award                 | The Lost Tomb             | Đoạt giải |                   |
| 2015 | 8th China TV Drama Awards                                      | Most Talked About Actor                | —                         | Đoạt giải |                   |
| 2015 | 8th China TV Drama Awards                                      | Most Influential Actor in the Media    | —                         | Đoạt giải |                   |
| 2016 | L'Officiel Night                                               | Most Popular Actor                     | —                         | Đoạt giải | [ 8 ]             |
| 2016 | Baidu Moments Press Conference                                 | Most Commercially Valuable Male Artist | —                         | Đoạt giải | [ 9 ]             |
| 2016 | 13th Esquire Man At His Best Awards                            | Most Commercially Valuable Artist      | —                         | Đoạt giải | [ 10 ]            |
| 2016 | Sohu Fashion Awards                                            | Most Popular Male Celebrity            | —                         | Đoạt giải | [ 11 ]            |
| 2016 | Youku Young Choice Awards                                      | Artist of the Year                     | —                         | Đoạt giải | [ 12 ] [ 13 ]     |
| 2016 | Youku Young Choice Awards                                      | 2016 UC Headlines Figure               | —                         | Đoạt giải | [ 12 ] [ 13 ]     |
| 2017 | 2nd China Television Drama Quality Ceremony                    | Most Popular Quality Actor             | Love O2O                  | Đoạt giải | [ 14 ]            |
| 2017 | Chinese Communist Youth League (CCYL)                          | May 4th Medal                          | —                         | Đoạt giải | [ 15 ]            |
| 2017 | 14th Esquire Man At His Best Awards                            | Man of the Year                        | —                         | Đoạt giải | [ 16 ]            |
| 2017 | 14th Esquire Man At His Best Awards                            | Artist of the Year                     | —                         | Đoạt giải | [ 16 ]            |
| 2017 | 11th Tencent Video Star Awards                                 | VIP Star of the Year                   | —                         | Đoạt giải | [ 17 ]            |
| 2018 | 12th Tencent Video Star Awards                                 | VIP Star of the Year                   | —                         | Đoạt giải | [ 18 ]            |
| 2018 | Youku Choice Awards                                            | Most Valuable Star                     | —                         | Đoạt giải | [ 19 ]            |
| 2018 | China Youth Day Gala                                           | Outstanding Young Actor                | —                         | Đoạt giải | [ 20 ]            |
| 2018 | Chinese Communist Youth League (CCYL)                          | Outstanding Youth                      | —                         | Đoạt giải | [ 21 ]            |
| 2018 | 15th Esquire Man At His Best Awards                            | Outstanding Mainland Artist            | —                         | Đoạt giải | [ 22 ]            |
| 2019 | China Entertainment Industry Summit (Golden Pufferfish Awards) | Most Commercially Valuable Artist      | —                         | Đoạt giải | [ 23 ]            |
| 2019 | Golden Bud - The Fourth Network Film And Television Festival   | Best Actor                             | The King's Avatar         | Đề cử     | [ 24 ]            |
| 2019 | China Newsweek                                                 | Person of the Year                     | —                         | Đoạt giải | [ 25 ]            |
| 2019 | Tencent Video All Star Awards                                  | VIP Star                               | —                         | Đoạt giải | [ 26 ]            |
| 2019 | Tencent Video All Star Awards                                  | TV Actor of the Year                   | The King's Avatar         | Đoạt giải | [ 26 ]            |
| 2020 | 7th The Actors of China Award Ceremony                         | Best Actor (Web series)                | —                         | Đề cử     | [ 27 ]            |
| 2020 | Tencent Video All Star Awards                                  | VIP Star                               | —                         | Đoạt giải |                   |

### Forbes China Celebrity 100
| Năm  | Thứ hạng | Ghi chú |
| ---- | -------- | ------- |
| 2017 | 5        | [ 28 ]  |
| 2019 | 27       | [ 29 ]  |
| 2020 | 44       | [ 30 ]  |